# Собрадьєль
Собрадьєль (ісп. Sobradiel) — муніципалітет в Іспанії, у складі автономної спільноти Арагон, у провінції Сарагоса. Населення — 999 осіб (2010).
Муніципалітет розташований на відстані близько 270 км на північний схід від Мадрида, 16 км на північний захід від Сарагоси.
На території муніципалітету розташовані такі населені пункти: (дані про населення за 2010 рік)
- Собрадьєль: 999 осіб
- Сото-де-Кандеспіна: 0 осіб

## Демографія
Динаміка населення (INE ):